# The Bold Type
The Bold Type è una serie televisiva statunitense di genere comedy-drama creata da Sarah Watson, interpretata da Katie Stevens, Aisha Dee e Meghann Fahy. La serie è ispirata alla vita della ex caporedattrice del periodico statunitense Cosmopolitan Joanna Coles. La serie è iniziata ufficialmente su Freeform l'11 luglio 2017, con un doppio episodio dalla durata di due ore, dopo che l'episodio pilota era stato trasmesso in anteprima speciale il 20 giugno 2017. Il 4 ottobre 2017 la Freeform rinnova la serie per una seconda ed una terza stagione di 10 episodi l'una. La seconda stagione ha debuttato il 12 giugno 2018 con una première di due ore, così come era accaduto con la prima.

## Trama
La serie segue le vicende di tre giovani migliori amiche (Jane, Kat e Sutton) che lavorano per Scarlet, una rivista femminile americana di moda, spettacolo, sport e amore. Oltre al lavoro, dovranno fare i conti con le loro vite di millennials a New York mentre imparano a trovare le proprie voci ed esplorare la loro sessualità, identità, l'amore, il successo, le proprie ambizioni e i propri sogni.

## Personaggi ed interpreti

### Personaggi principali
- Jane Sloan, interpretata da Katie Stevens, doppiata da Rossa Caputo.
Neo-giornalista di Scarlet appena promossa da Jacqueline, il suo capo.[9] Lascia Scarlet alla fine della prima stagione per la rivista Incite, ma dopo essere stata licenziata, decide di ritornare a lavorare nella prima.
- Kat Edison, interpretata da Aisha Dee, doppiata da Giulia Catania.
Responsabile dei social media di Scarlet.[9]
- Sutton Brady, interpretata da Meghann Fahy, doppiata da Isabella Benassi.
Dapprima semplice segretaria, successivamente aiuto-stilista di Scarlet.[9]
- Richard Hunter (stagioni 1-4, guest stagione 5), interpretato da Sam Page, doppiato da Marco Vivio.
Interesse amoroso di Sutton, è uno dei direttori, oltre che membro del consiglio, di Scarlet.[10]
- Alex Crawford (stagioni 1-4, ricorrente stagione 5), interpretato da Matt Ward, doppiato da Andrea Mete.
Giornalista di Scarlet.[9]
- Jacqueline Carlyle, interpretata da Melora Hardin, doppiata da Roberta Pellini.
Direttrice e capo della rivista Scarlet.[11]
- Oliver Grayson (ricorrente stagione 1, stagioni 2-5), interpretato da Stephen Conrad Moore, doppiato da Gabriele Marchingiglio.
Capo del settore di Scarlet dedicato alla moda.[12]
- Adena El-Amin (ricorrente stagioni 1, 3-5; stagione 2), interpretata da Nikohl Boosheri, doppiata da Valentina Favazza.
Una fotografa che diventa l'interesse amoroso di Kat.[12]

### Personaggi ricorrenti
- Andrew, interpretato da Adam Capriolo, doppiato da Stefano Andrea Macchi.
Assistente personale di Jacqueline.
- Sage Aiello, interpretata da Stephanie Costa, doppiata da Micaela Incitti.
Giornalista  di Scarlet e collega delle ragazze.
- Ryan Decker (stagioni 1-4), interpretato da Dan Jeannotte, doppiato da Emanuele Ruzza (st. 1-2) e da Francesco Venditti (st. 3-4).
Giornalista del magazine Pinstripe nonché interesse amoroso di Jane.
- Lauren Park (stagione 1, guest stagione 3), interpretata da Emily C. Chang, doppiata da Francesca Manicone.
Editrice esecutiva di Scarlet.
- Ben Chau (stagione 2), interpretato da Luca James Lee, doppiato da Raffaele Carpentieri.
Nuovo interesse amoroso di Jane.[13]
- Cleo Williams (stagione 2), interpretata da Siobhan Murphy, doppiata da Giuppy Izzo.
Un nuovo membro del consiglio di Scarlet.[13]
- Carly Grayson (stagioni 3-4, guest stagione 5), interpretata da Kiara Groulx.
Figlia di Oliver.
- Angie Flores (guest stagione 2, stagione 3), interpretata da Shyrley Rodriguez.
Receptionist e direttrice dei social media di Scarlet.
- Patrick Duchand (stagione 3, guest stagione 4), interpretato da Peter Vack, doppiato da Flavio Aquilone.
Nuovo direttore del settore digitale di Scarlet.
- Tia Clayton (stagione 3), interpretata da Alexis Floyd, doppiata da Eva Padoan.
Responsabile della campagna di Linda Zephyr alle elezioni comunali e nuovo interesse amoroso di Kat dopo la rottura con Adena.
- Ian Carlyle (guest stagioni 1, 3; stagioni 4-5), interpretato da Gildart Jackson.
Marito di Jacqueline.
- Darby Gruss (stagioni 4-5), interpretata da Rachel Mutombo.
Manager de La Belle.
- Scott Coleman (stagioni 4-5), interpretato da Mat Vairo.
Nuovo giornalista che inizia a lavorare da Scarlet ed interesse amoroso di Jane.
- RJ Safford (guest stagione 3, stagione 4), interpretato da Aidan Devine.
Il presidente della compagnia Sufford.
- Eva Rhodes (stagione 4, guest stagione 5), interpretata da Alex Paxton-Beesley, doppiata da Stella Musy.
Interesse amoroso di Kat.
- Cody (stagione 4), interpretato da Tom Austen, doppiato da Dimitri Winter.
Barista etero e nuovo interesse amoroso di Kat che le farà capire di essere bisessuale.
- Alice Knight (stagione 4), interpretata da Raven-Symoné, doppiata da Gemma Donati.
Influencer di fama internazionale che aiuterà Sutton a trovare il suo posto all'interno di internet.
- Addison Harper (guest stagione 4, stagione 5), interpretata da Christine Nguyen.
Giornalista che lavora per Jane.

## Episodi
| Stagione         | Episodi | Prima TV USA | Prima TV Italia |
| ---------------- | ------- | ------------ | --------------- |
| Prima stagione   | 10      | 2017         | 2018            |
| Seconda stagione | 10      | 2018         | 2019            |
| Terza stagione   | 10      | 2019         | 2020            |
| Quarta stagione  | 16      | 2020         | 2021            |
| Quinta stagione  | 6       | 2021         | 2022            |

## Produzione
Il 7 aprile 2016, Freeform annuncia di aver ordinato un episodio pilota di Issues, una nuova serie ispirata alla vita dell'ex caporedattrice di Cosmopolitan, Joanna Coles. Lo show viene ordinato dalla stessa rete nel gennaio 2017 con un nuovo titolo, The Bold Type.
Il 6 marzo 2017 Freeform annuncia che The Bold Type sarebbe iniziato martedì 11 luglio dello stesso anno con un doppio episodio della durata di 2 ore. Tuttavia, l'episodio iniziale che funge da pilot della serie è stato mandato in onda in una preview speciale tre settimane prima del debutto della serie, il 20 giugno 2017.
Il 4 ottobre 2017 Freeform rinnova la serie per una seconda ed una terza stagione da 10 episodi l'una.

### Casting
Sam Page, interprete di Richard Hunter, membro del consiglio di amministrazione di Scarlet e avvocato per il gruppo editoriale della rivista, è stato il primo membro del cast ad essere annunciato il 16 agosto 2016, seguito da Melora Hardin il 18 agosto 2016: quest'ultima veste i panni di Jacqueline, il redattore capo di Scarlet, tranquilla e fiduciosa.
Katie Stevens, Aisha Dee e Meghann Fahy sono state annunciate come protagoniste della serie, nei rispettivi ruoli di Jane, Kat e Sutton il 22 agosto 2016. Stevens è Jane, ragazza che ha appena ricevuto il suo lavoro da sogno come giornalista per Scarlet; Dee impersona Kat, direttrice dei social media di Scarlet, mentre Fahy è Sutton, ultima amica che lavora come assistente del magazine. Matt Ward invece completa il cast principale nel ruolo di Alex, un collega scrittore della rivista.
Il 30 marzo 2017 Nikohl Boosheri viene ingaggiata per il ruolo ricorrente di Adena El-Amin, una fotografa che avrà una relazione con Kat. Il 2 maggio 2017 si unisce al cast ricorrente anche Emily C. Chang nel ruolo di Lauren Park, punta di Scarlet nonché membro esecutivo della rivista.

### Riprese
Sebbene le vicende della serie avvengano a New York, le riprese vengono effettuate a Montreal, in Canada. Il 18 febbraio 2018 sono iniziate le riprese della seconda stagione.